# Melaloncha schiaffinoae
Melaloncha schiaffinoae är en tvåvingeart som beskrevs av Gonzalez och Brown 2004. Melaloncha schiaffinoae ingår i släktet Melaloncha och familjen puckelflugor. Inga underarter finns listade i Catalogue of Life.